# Martin Heidegger. Catholicisme, révolution, nazisme
 (octobre 2024).
La mise en forme du texte ne suit pas les recommandations de Wikipédia : il faut le « wikifier ».
Les points d'amélioration suivants sont les cas les plus fréquents :
- Les titres sont pré-formatés par le logiciel. Ils ne sont ni en capitales, ni en gras.
- Le texte ne doit pas être écrit en capitales (les noms de famille non plus), ni en gras, ni en italique, ni en « petit »…
- Le gras n'est utilisé que pour surligner le titre de l'article dans l'introduction, une seule fois.
- L'italique est rarement utilisé : mots en langue étrangère, titres d'œuvres, noms de bateaux, etc.
- Les citations ne sont pas en italique mais en corps de texte normal. Elles sont entourées par des guillemets français : « et ».
- Les listes à puces sont à éviter, des paragraphes rédigés étant largement préférés. Les tableaux sont à réserver à la présentation de données structurées (résultats, etc.).
- Les appels de note de bas de page (petits chiffres en exposant, introduits par l'outil «  Source ») sont à placer entre la fin de phrase et le point final[comme ça].
- Les liens internes (vers d'autres articles de Wikipédia) sont à choisir avec parcimonie. Créez des liens vers des articles approfondissant le sujet. Les termes génériques sans rapport avec le sujet sont à éviter, ainsi que les répétitions de liens vers un même terme.
- Les liens externes sont à placer uniquement dans une section « Liens externes », à la fin de l'article. Ces liens sont à choisir avec parcimonie suivant les règles définies. Si un lien sert de source à l'article, son insertion dans le texte est à faire par les notes de bas de page.
- La présentation des références doit suivre les conventions bibliographiques. Il est recommandé d'utiliser les modèles {{Ouvrage}}, {{Chapitre}}, {{Article}}, {{Lien web}} et/ou {{Bibliographie}}. Le mode d'édition visuel peut mettre en forme automatiquement les références.
- Insérer une infobox (cadre d'informations à droite) n'est pas obligatoire pour parachever la mise en page.

Pour une aide détaillée, merci de consulter Aide:Wikification.
Si vous pensez que ces points ont été résolus, vous pouvez retirer ce bandeau et améliorer la mise en forme d'un autre article.
Martin Heidegger. Catholicisme, révolution, nazisme est une biographie de Martin Heidegger par Guillaume Payen, parue en 2016, et traduite en allemand, en anglais et en espagnol.

Payen essaie de dépasser l'opposition entre pro- et anti-heideggeriens en défendant l'idéal de neutralité axiologique de l'historien. Il veut faire servir ses recherches à une histoire plus générale de la période : comme il l'expose dans l'introduction :
« L'enjeu historiographique majeur ne [lui] paraît pas tant de savoir si Heidegger fut nazi mais plutôt ce que ce nazisme de philosophe permet de comprendre sur le nazisme en général. Heidegger est intéressant en particulier pour étudier la force d'adhésion du NSDAP et ses ressorts, à partir d'un apparent paradoxe : pourquoi un philosophe si subtil et exigeant fut-il subjugué par un mouvement populiste et anti-intellectualiste qui ne s'adressait pas à ses semblables mais à la plèbe intellectuelle ? »

## Destins changeants
Le sous-titre catholicisme, révolution, nazisme désigne les « destins changeants de Heidegger ». Avec le terme de destin, G. Payen veut « rendre compte du jeu des déterminations sociales », de la propre croyance de Heidegger en « une providence réglant le cours du monde unie aux destinées qu'il se fixa tout au long de sa vie. Contraignants, car à la fois extérieurs et intérieurs, ces destins sont également changeants : la vie n'est linéaire qu'a posteriori, lorsqu'un examen rapide gomme l'effet du hasard et de la lutte de forces contraires ».

### Les destins nazis de Heidegger
Heidegger dès avant sa conversion au nazisme partage des éléments avec lui : une idéologie Sang et Sol, un antisémitisme, un jeunisme et une éthique de la responsabilité reprise du Mouvement de jeunesse (deutsche Jugendbewegung). À partir de 1930, il lit le journal nazi Völkischer Beobachter. Heidegger voit dans le nazisme un instrument pour sa propre révolution : après une révolution institutionnelle, une révolution culturelle. Malgré les critiques qu'il fait contre le niveau des nazis, il est réceptif à la propagande violente du NSDAP, semblable à sa propre « polémologie » (p. 202). Il partage la « religion séculière » du nazisme, son culte de la personnalité, le principe du chef, son jeunisme. Son irréligion et son anticatholicisme le rapprochaient de Baeumler et Rosenberg.
Son rectorat est une désillusion : il rencontre la réalité concrète du nazisme, de la « jungle du IIIe Reich » (p. 575), l'agitation des étudiants et des SA, comme Hitler lui-même la rencontre au même moment, avant la nuit des Longs Couteaux. Après le rectorat, il garde des projets éducatifs comme l'académie prussienne des professeurs. Ensuite, il se convertit à l’idée que le rôle du nazisme est de faire advenir une grande catastrophe, une destruction de la modernité par la modernité : il croit voir la « participation du nazisme à l'histoire de l’être et de la métaphysique comprise, à la suite de Nietzsche et du Travailleur d'Ernst Jünger, comme la lutte technique pour la domination universelle qui tendait au déracinement complet de l’existence moderne. » (p. 577). Ce n’est qu'ensuite que la révolution philosophique de Heidegger se fera. S'il est marginal dans le nazisme, c'est le « signe de la subsistance d’un certain degré de liberté au sein du IIIe Reich. » (p. 577). Après guerre, il ne change pas fondamentalement d'idées.

## Réception
Cette biographie a été largement reçue, y compris hors de France,,,. La réception universitaire est flatteuse : ce livre est selon Richard Polt, comme pour Gregory Fried et Thomas Sheehan, spécialistes américains de Heidegger, « la meilleure biographie actuelle ». Commentant en 2018 les parutions sur Heidegger, l'Australien Matthew Sharpe parle d'« ouvrage extraordinaire », « fournissant un niveau inouï de détails et de documents concernant Heidegger et la politique ; il atteste plus nettement que jamais la centralité incontournable du nazisme de Heidegger pour toute compréhension de ses chemins de pensée. » En Allemagne, Rainer Hudemann y voit « la première grande biographie de Heidegger qui unisse étroitement les méthodes et les connaissances de l’historiographie avec les développements philosophiques et qui, en même temps, à l’inverse, à partir de ce contenu philosophique, conduise à l’analyse historique jusque dans les moindres détails. » Le président de la Société Martin Heidegger, Harald Seubert, fait l'éloge d'un travail bien orchestré esquissant de nouvelles perspectives de recherche. Il affirme : « Hors de toutes tendances, Payen saisit dans un style clair, prenant une distance souveraine par rapport au style de Heidegger, les profondeurs de la vie de ce philosophe et de l’histoire de son œuvre, de même que les raisons et les déraisons de sa pensée ».
Quant aux journalistes, Paul-François Paoli dans Le Figaro littéraire pense que ce livre « ne constitue […] pas une glose de plus sur Heidegger, mais une biographie qui analyse les relations entre une vie et une œuvre. [...] Les pages parfois puissantes de ce livre ne peuvent que nourrir un débat intarissable. » Dans Le Monde, Nicolas Weill écrit : « L'intérêt de l’ouvrage tient […] à son ambition d’inscrire Heidegger et sa philosophie dans son contexte historique allemand. » Yann Diener dans Charlie Hebdo rit de ce philosophe, disant que « Philosophe-star et nazi notoire, Martin Heidegger aurait préféré qu'on limite sa notice biographique au récit de ses promenades en Forêt-Noire avec ses élèves »: « C'est raté », conclut-il à cause de cette biographie, qui « raconte le passage du Maître du catholicisme au nazisme. » En Belgique, Éric de Bellefroid parle d'une « biographie très instruite et tout aussi joliment écrite » nous dévoilant « un homme qui, au sortir de la Grande Guerre, convie l’Allemagne à une révolution philosophique. » Tous les commentateurs ne sont pas aussi élogieux : pour Patrice Bollon, admirateur d'Emmanuel Faye, « si l'on passe sur ses côtés bavard et cuistre [...], ce pavé de près de 700 pages n'est qu'une bonne synthèse de ce qu'on sait à présent sur Heidegger » : c'est « un ouvrage sans génie mais très simple et clair ». Quant à Eryck de Rubercy, tenant de l'orthodoxie heideggerienne, il y voit surtout une « nouvelle charge contre Heidegger ».

## Récompense
Ce livre a reçu le prix Maurice-Baumont 2016 de l'Académie des sciences morales et politiques.

## Éditions
- Martin Heidegger. Catholicisme, révolution, nazisme, Paris, Éditions Perrin, 2016, 679 pages.
- Heidegger. Die Biographie, trad. Walther Fekl, WBG, 2022.
- Martin Heidegger's Changing Destinies. Catholicism, Revolution, Nazism, trad. Jane Mary Todd et Steven Rendall, Yale UP, 2023.
- Martin Heidegger. Catolicismo, revolución y nazismo, traduit du français par Fernando Montesinos Pons et Miguel Montes, Santander, Sal Terrae, «Panorama», 2024, 720 pages.